# Die Entführung (2007)
Die Entführung ist ein Thriller beziehungsweise ein Drama des Regisseurs Johannes Grieser aus dem Jahr 2007. In den Hauptrollen verkörpern Heiner Lauterbach und Claudia Michelsen die Eltern Robert und Ellen Lunt, deren achtjähriger Sohn Tobias (Joël Eisenblätter) an seinem achten Geburtstag in die Hand eines Kindesentführers fällt.

## Handlung
Das Ehepaar Robert und Ellen Lunt bewohnen gemeinsam mit Tobias, ihrem Sohn, ein schönes Einfamilienhäuschen. Als Tobias an seinem achten Geburtstag unterwegs zum Klavierunterricht ist, fällt er vor dessen Haus in die Hände eines Kindesentführers. Sein Vater Robert schaltet, entgegen dem Willen seiner Frau Ellen, die Polizei ein. Ellen kommentiert die sie in diesem Augenblick überfordernde Situation mit harten Worten: „Wenn der Tobias was antut, dann bring ich ihn um“. Robert versucht, gelassen zu bleiben und besorgt unterdessen die erforderliche Summe, um Tobias auszulösen.
Die Lösegeldforderung für Tobias beläuft sich auf stattliche 500.000 Euro. Keine Frage, der anerkannte Soziologieprofessor Robert Lunt ist bereit, die Summe für seinen Sohn aufzutreiben. Jedoch scheitert die Übergabe des Geldes beim ersten Versuch.
Die Eltern beschließen gemeinsam, die nächste Geldübergabe ohne das Wissen der Polizei über die Bühne zu bringen. Die Situation gerät jedoch außer Kontrolle, da Ellen der Meinung ist, den Entführer erkannt zu haben, und nun wird die Ehe der beiden auf eine harte Belastungsprobe gestellt. Auf einer abgelegenen Berghütte treffen die Protagonisten aufeinander, die Rache einer Mutter, der ihr Sohn entrissen wurde, bleibt dabei naturgemäß nicht ohne Folgen.

## Hintergrund
Im Kontext ist zu sehen, dass dem Film die real stattgefundene Kindesentführung des elfjährigen Bankierssohns Jakob von Metzler durch seinen späteren Mörder Magnus Gäfgen im zeitlichen Zusammenhang steht und dem Drehbuchautor Harald Göckeritz die Idee zu dem Thriller lieferte.

## Produktionsnotizen
Uwe Franke und Sabine Tettenborn produzierten den Thriller für die Maran Film im Auftrag des SWR und ARTE. Gedreht wurde in Baden-Baden.

## Erscheinungstermine und abweichende Filmtitel
Die Entführung wurde am 20. Juli 2007 erstmals auf ARTE ausgestrahlt. In Frankreich wurde der Film am selben Tag im Fernsehen ausgestrahlt, der französische Titel lautet L'enlèvement. In Spanien wurde der Thriller unter dem Titel El secuestro de Tobías gesendet.

## Kritiken
TV Spielfilm resümiert: „Stark gespielt, streckenweise etwas arg konstruiert: Die aufgestaute Angst der Eltern entlädt sich in der zweiten Hälfte aber in einem furiosen Psychoduell mit dem mutmaßlichen Entführer“. Das Fazit der Programmzeitschrift lautet: „Tour de Force, speziell für Eltern“.
Rainer Tittelbach ist der Ansicht, dass „[i]m Mittelpunkt [der Handlung] ein moralischer Widerspruch [steht].“ Der Schlusssatz des Filmkritikers ist: „Spannung mit einer überzeugenden Claudia Michelsen“.
Das Lexikon des internationalen Films urteilt: „Aus der subtilen Exposition des (Fernseh-)Thrillers hätte sich ein stringentes Psycho-Kammerspiel entwickeln lassen, stattdessen setzt der Film allzu vordergründig auf dramatische Actioneinlagen“.